# صوفي بليك
صوفي بليك (بالإنجليزية: Sophie Blake)‏ هي عارضة بريطانية، ولدت في 9 نوفمبر 1972 في إنجلترا في المملكة المتحدة.